# La battaglia del pianeta perduto
La battaglia del pianeta perduto (Galaxy Destroyer) è un film del 1987, diretto da Brett Piper. È una storia di ambientazione fantascientifica.

## Trama
Il protagonista Harry Trent (Matt Mitler), una spia industriale, per una serie di circostanze, si trova nello spazio su un'astronave ingovernabile. Tornato dopo anni sulla Terra la trova invasa dagli alieni e con una serie di stratagemmi la libera dagli invasori.